# 国際キックボクシング・文化振興協会
国際キックボクシング・文化振興協会（こくさいキックボクシング・ぶんかしんこうきょうかい）は、NPO法人のアマチュアキックボクシング団体。治政館ジム会長の長江國正が創設。2007年8月24日に内閣府によって、法人として認証された。2008年6月29日には「第1回 国際ジュニアキックボクシング・チャンピオン決定戦」を開催し、ジュニア選手の王者決定戦を行った。正式名称は「特定非営利活動法人国際キックボクシング・文化振興協会」。